# 豊後国志
『豊後国志』（ぶんごこくし）は、豊後岡藩（藩庁は現在の大分県竹田市）の儒医唐橋君山の遺著を伊藤鏡河、田能村竹田らが編纂し、享和3年（1803年）に完成した豊後国（現大分県）の地誌である。享和4年（1804年）に幕府に献上された。

## 内容
豊後国全域にわたる地理、歴史や産物等について総合的にまとめた漢文の地誌である。全9巻及び附図8枚から成る。
第1巻を序、凡例、目録、総説とし、第2巻から第9巻の1巻ずつを豊後国各郡（国東郡、速見郡、大分郡、海部郡、大野郡、直入郡、玖珠郡、日田郡）の郡志にあてて、郡ごとに地名、庄名、村里、租税、範囲、景勝、路程、海路、山河、土産、寺社墳墓、古蹟、人物の項目を立てて詳述する。また、郡ごとの附図計8枚が付されている。
当時の豊後国には、岡藩のほか、杵築藩、日出藩、府内藩、臼杵藩、森藩、佐伯藩と小藩が分立しており、さらに天領や、他国である延岡藩、肥後藩、島原藩の飛び地が入り乱れていたが、『豊後国志』の編纂にあたってはこれら豊後国各地の踏査が行われた。
豊後国や大分県の歴史等を研究する上で、重要な史料である。

## 沿革
江戸幕府による全国の地誌編纂事業の一環として編纂されたもので、寛政9年（1797年）に幕命を受けた岡藩第9代藩主中川久持が、翌寛政10年（1798年）に岡藩の儒学者唐橋君山（からはし くんざん、唐橋世済ともいう、1736年-1800年）に命じて編纂を始めさせた。君山は、田能村竹田（田能村孝憲）、伊藤鏡河（伊藤猛）らと実地調査を行って編纂を進めたが、寛政12年（1800年）に業半ばで病没。田能村竹田、伊藤猛らがその後を引き継ぎ、享和3年（1803年）11月に全9巻を完成した。この間に藩主中川久持も没しており、完成した『豊後国志』は享和4年（1804年）に第10代藩主中川久貴によって幕府に献納された。
幕府に献納された献上本は所在不明。文化4年2月に藩校由学館（ゆうがくかん）に置かれた副本とみなされる藩主中川家本が竹田市寄託中川家文書に伝わる。国立国会図書館、大分県立図書館ほかに写本が収蔵されている。1931年（昭和6年）に今村孝次による校訂版（ただし、附図は省略）が二豊文献刊行会から出版され、1975年（昭和50年）にはこの校訂版の復刻版が附図を付録として文献出版から出版された。
現在では、中川家本を底本とした訓み下し版：太田由佳訳、松田清注『訓読豊後国志』竹田市企画・編集、思文閣出版発行、2018年5月、ISBN 978-4-7842-1934-6 が出版されている。